# St. Martinus (Pingsheim)

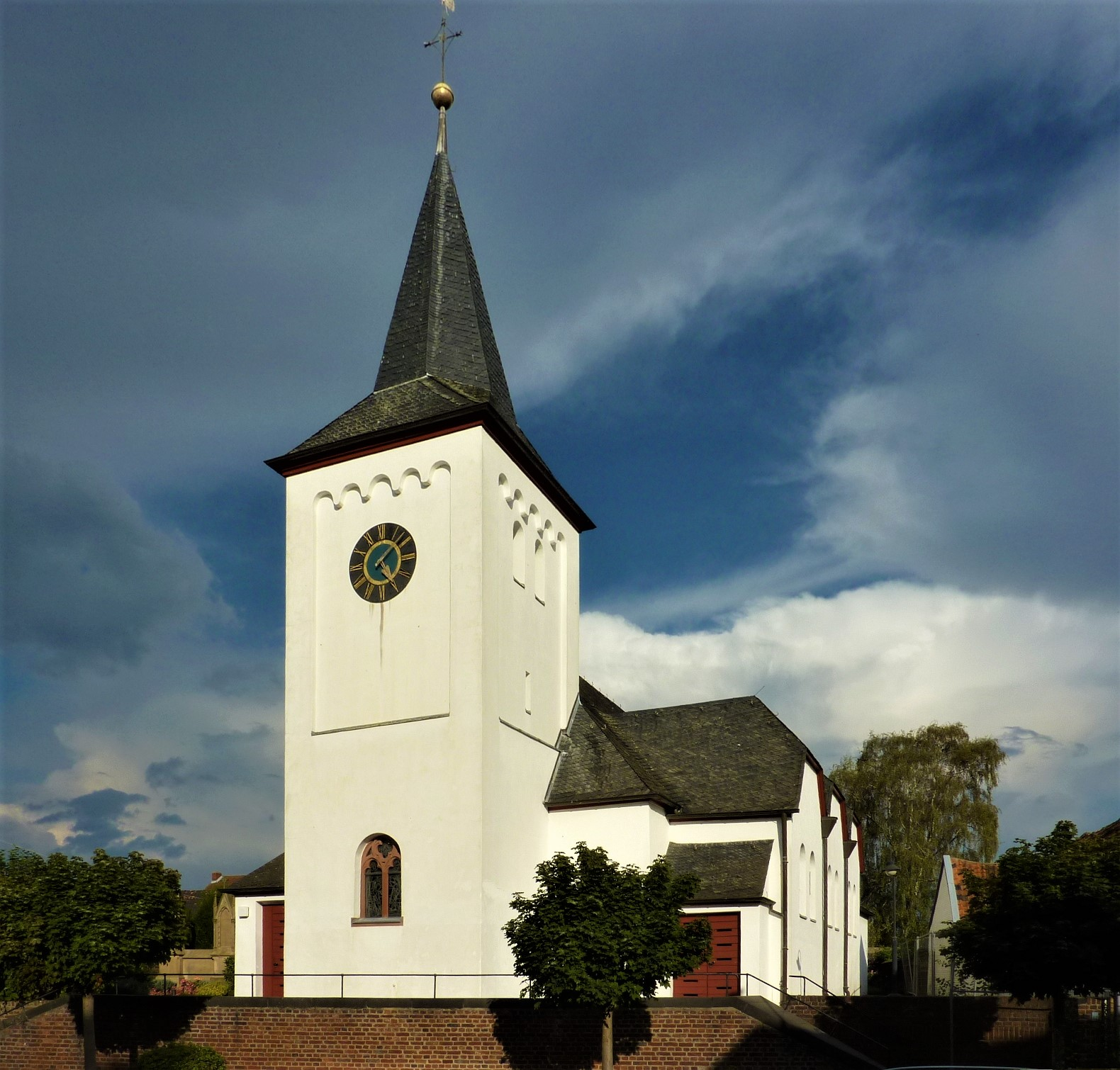
Die Pfarrkirche St. Martinus

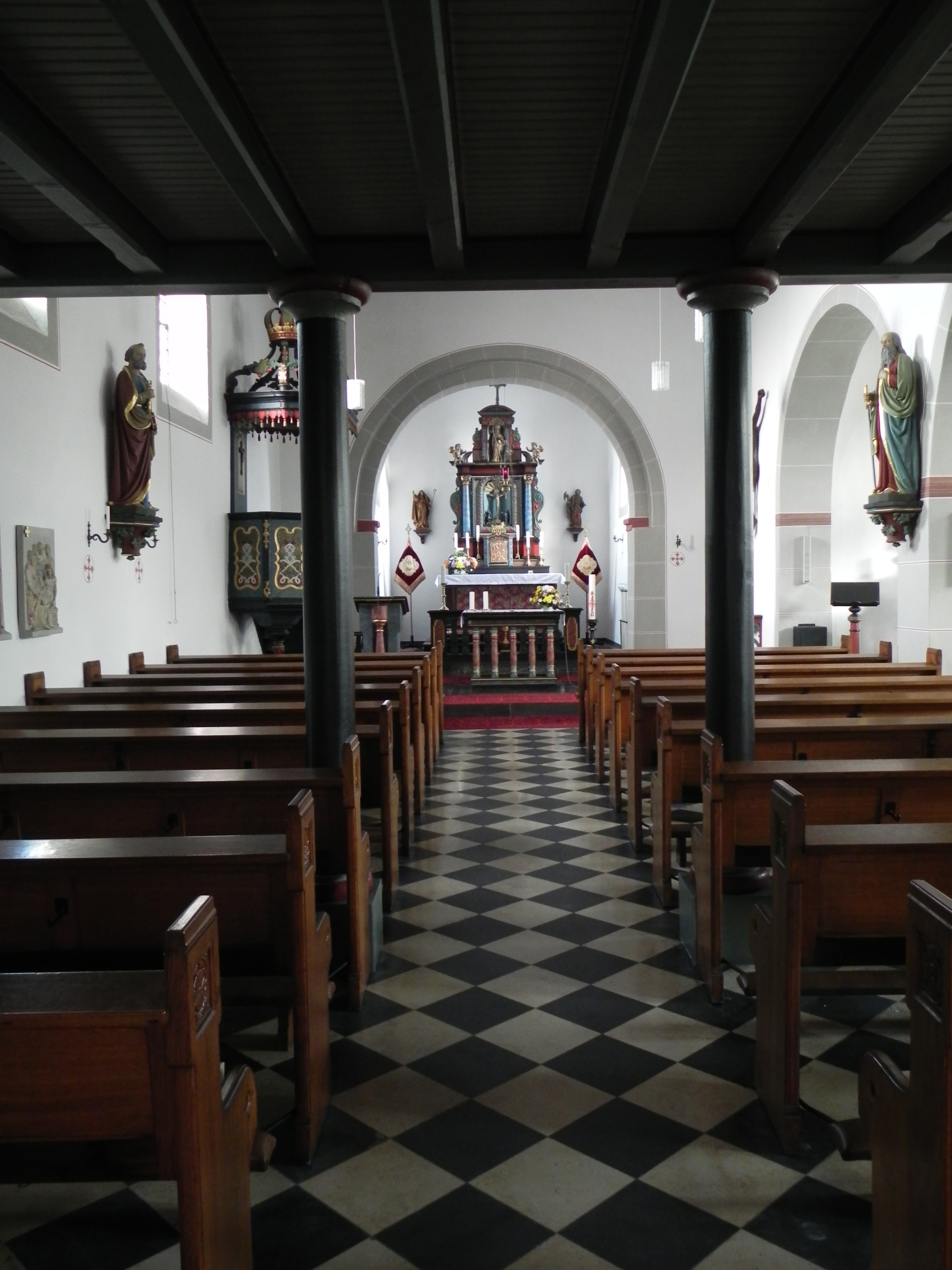
Innenraum der Kirche

Die römisch-katholische Pfarrkirche St. Martinus steht in Pingsheim, einem Ortsteil der Gemeinde Nörvenich im Kreis Düren (Nordrhein-Westfalen). Sie ist dem heiligen Martin von Tours geweiht.
Die Kirche wurde erstmals in einer Urkunde von 1022 erwähnt:  Erzbischof Heribert schenkt der Kölner Abtei Groß St. Martin „das Kirchlein zu Pingsheim im Zülpichgau“. Es blieb der Abtei genau wie der dazugehörige Zehnhof bis zu deren Auflösung 1802 verbunden. Weiter wird sie beim Abschluss des Pingsheimer Friedens am 14. Oktober 1279 zwischen dem Erzbischof von Köln Siegfried von Westerburg und dem Haus Jülich erwähnt.
Schon seit Anfang des 20. Jahrhunderts steht die Kirche unter Denkmalschutz, denn der Abriss des baufällig gewordenen Gebäudes wurde 1912 mit der Begründung ihrer Denkmalwürdigkeit abgelehnt. Deshalb wurde die Kirche gründlich renoviert und durch ein südlich angebautes Seitenschiff erweitert. Von der alten Ausstattung wurden nur die Kreuzwegstationen, der Beichtstuhl, sechs Bänke, ein kleines Altärchen, das Altarkreuz und die Ewig-Licht-Lampe übernommen. Die hohen Kosten von 22.000 Mark wurden durch Kollekten und ein Darlehen aufgebracht. Am 5. Oktober 1913 waren die Renovierung und der Anbau abgeschlossen.
Am 17. Juni 1918 konsekrierte der Kölner Weihbischof die beiden Altäre. Die Pfarre St. Martinus ist die einzige Pfarre in der Gemeinde Nörvenich, die zum Erzbistum Köln gehört. Im Kreisgebiet gehören auch die Pfarren in Wollersheim, Embken und Muldenau zum Erzbistum Köln.
An Stelle der im Ersten Weltkrieg beschlagnahmten Glocken wurden 1927 vier neue Glocken geweiht. Sie wurden von der Glockengießerei Humpert in Brilon gegossen. Die beiden größeren Glocken wurden am 6. Mai 1942 wiederum für Rüstungszwecke des Zweiten Weltkrieges beschlagnahmt. Die neuen Glocken wurden bei der Firma Petit & Gebr. Edelbrock in Gescher/Westfalen gegossen und am 29. Oktober 1954 geweiht.
Nachdem der Ort 1975 zu Nörvenich gekommen war, wurde die Kirche am 20. März 1985 in die Denkmalliste der Gemeinde Nörvenich unter Nr. 56 eingetragen.